# Alfred Burden
Alfred William „Alfie“ Burden (* 14. Dezember 1976 in Paddington, London) ist ein englischer Snookerspieler, der zwischen 1994 und 2025 mit zwei Unterbrechungen insgesamt 28 Jahre auf der Profitour spielte. Anfang der 2000er Jahre wurde er zeitweise auf Platz 38 der Snookerweltrangliste geführt. Viermal erreichte er das Viertelfinale eines Ranglistenturniers. Bei einem kleineren PTC-Turnier stand er einmal im Halbfinale. Im Amateurbereich gewann er 2009 die Amateurweltmeisterschaft und 2025 die Seniorenweltmeisterschaft.

## Karriere

### Anfänge und Profikarriere bis 2010
In seiner Jugend spielte Burden Fußball, unter anderem bei Juniorenteams vom FC Arsenal und von Swindon Town. Ein schwerwiegender Bruch des Beines verhinderte aber eine Karriere als Fußballer. So begann sich Burden auf den Snookersport zu fokussieren. 1993 wurde er englischer U17-Meister, des Weiteren englischer Vize-U19-Meister. Schließlich trat er zur Saison 1994/95 dem Profizirkus bei. Seine Leistungen waren aber in den ersten Saisons recht enttäuschend. Ein erster Achtungserfolg gelang ihm, als er die finale Qualifikationsrunde der Snookerweltmeisterschaft 1997 erreichte. Dennoch war er nur auf Platz 122 geführt, als eine Modusänderung eine sportliche Qualifikation für die Profitour erforderlich machte. Diese erbrachte er aber im Rahmen der WPBSA Qualifying School. Danach verbesserten sich seine Ergebnisse weiter. Er erreichte die Hauptrunde der Snookerweltmeisterschaft 1998, das Achtelfinale des Grand Prix 1997 und gewann darüber hinaus die UK Tour 1998/99. Somit verbesserte sich Burden auf Platz 61. In den folgenden Jahren gehörte Burden zu den regelmäßigen Hauptrundenteilnehmern. Beim Malta Grand Prix 2000 gelang ihm eine weitere Achtelfinalteilnahme; beim Merseyside Professional 2000 sogar eine Halbfinalteilnahme, das Turnier war aber ohne Einfluss auf die Weltrangliste. In dieser Zeit wurde Burden stets in den Top 64 geführt, zwei Saisons in Folge sogar auf Platz 38.
Danach verschlechterten sich Burdens Ergebnisse aber so, dass er fortwährend gegen den Verlust des Profistatus kämpfte. Nachdem seine Ergebnisse Mitte 2006 bereits nicht mehr ausgereicht hatten, er aber ganz knapp über die Einjahreswertung einen Startplatz für zwei weitere Saisons erhielt, verlor er 2008 erneut den Profistatus. Diesmal gab es keinen doppelten Boden. Im Folgenden unternahm Burden zahlreiche Versuche, den Profistatus wieder zu erlangen, unter anderem über die Pontin’s International Open Series und die English Amateur Championship. Erst bei der Amateurweltmeisterschaft 2009 hatte er aber Erfolg, als er sich mit einem Finalsieg über Igor Figueiredo zum Amateurweltmeister kürte. Als solcher wurde er zur Saison 2010/11 wieder Profispieler.

### Zweite Karrierehälfte mit mehrfacher Neuqualifikation für die Profitour
Burdens Ergebnisse, die insbesondere bei Events der Players Tour Championship überdurchschnittlich waren, reichten für ihn zunächst aus, um sich in den Top 64 zu platzieren. Erst Mitte 2015 rutschte er aus diesen heraus und belegte nur noch Rang 67, wodurch er nicht mehr für die nächste Saison qualifiziert war. Über die Asian Tour Order of Merit, einer zusammengerechneten Rangliste aus den Ergebnissen der asiatischen Events der Players Tour Championship, konnte Burden aber diese Qualifikation erbringen. Nachdem er bereits auf Amateurebene einige Maximum Breaks erzielt hatte, gelang Burden bei den English Open 2016 sein erstes professionelles 147er-Break. Dank Viertelfinalteilnahmen bei den Gibraltar Open 2015, bei den China Open 2016, beim European Masters 2016 und bei den Gibraltar Open 2017 schaffte er es darüber hinaus, wieder einen Platz in den Top 64 zu ergattern, doch nach einer schlechteren Saison 2017/18 rutschte er wieder aus diesen heraus und verpasste damit wieder einmal die direkte Qualifikation für die nächste Saison. Zwischenzeitlich war er wegen langjährigen Verstößen gegen die Wettregeln für sechs Monate auf Bewährung gesperrt worden und musste 5.000 £ zahlen. Wie schon 2006 rettete ihn diesmal die Einjahresrangliste.
Abgesehen von einer Viertelfinalteilnahme bei den Scottish Open 2018 konnte Burden in den folgenden zwei Spielzeiten aber nicht mehr die nötigen Ergebnisse erzielen, um sich in den Top 64 zu platzieren, wodurch er 2020 erneut den Profistatus verlor. Da Burden diesmal die anderen Möglichkeiten nicht erfüllt hatte, versuchte er bei der Q School sein Glück. Im dritten Event brauchte er nur noch einen Sieg für die sofortige Wiederqualifikation, doch er unterlag Steven Hallworth. Danach beendete er seine Snooker-Karriere. Seit 2021 nimmt er aber an Seniorenturnieren teil. Bei dieser Gelegenheit gab Burden bekannt, mit dem Versuch eines Comebacks auf der Profitour zu liebäugeln. Tatsächlich meldete er sich wenige Wochen später zur Q School an. Nach einer frühen Niederlage beim ersten Event konnte er sich mit einem Sieg über Michael Collumb beim zweiten Event für zwei weitere Profispielzeiten ab 2021 qualifizieren. In seiner Comebacksaison verlor er aber fast alle Auftaktspiele; seine besten Ergebnisse waren die dritte Runde bei den Northern Ireland Open und die zweite Runde des European Masters. Am Saisonende gerade mal auf Platz 115 geführt, startete die zweite Saison auf ähnlichem Niveau wie die erste. Erst bei der UK Championship gelangen ihm die ersten beiden Siege, einer davon gegen Alexander Ursenbacher. Auch das zweite Aufeinandertreffen bei der Weltmeisterschaft entschied er für sich. Obwohl er damit bei den beiden wichtigsten Turnieren Runde 3 erreicht hatte, schloss er mangels weiterer Erfolge in der Rangliste nur um Platz 100 ab und die Tourzugehörigkeit war erneut verloren.

### Weitere Tourjahre und Seniorenweltmeisterschaft
Im Anschluss trat er erstmals bei der Seniorenweltmeisterschaft im Crucible an und erreichte auf Anhieb das Finale, das er gegen Jimmy White verlor. Danach spielte er erneut in der Q School um die Tourrückkehr. Im ersten Gruppenhalbfinale traf er erneut auf Ursenbacher, doch diesmal siegte der Schweizer. Im zweiten Turnier schaffte er aber den Finaleinzug und mit einem umkämpften 4:3 gegen Julian Bojko sicherte er sich zwei weitere Profijahre. Die Saison 2023/24 begann Burden zwar mit mehreren Siegen, aber in keinem Turnier kam er über die zweite Runde hinaus. Zudem punktete er vor allem bei den kleineren Turnieren, das bemerkenswerteste Resultat war noch das 5:0 über Robbie Williams beim Wuhan Open. Erst bei der Weltmeisterschaft gewann er einmal zwei Spiele in Folge, aber dem 10:3 über Xu Si folgte ein ebenso klares 5:10 gegen Jamie Jones in Runde 3. Ähnlich verlief das zweite Jahr. Nur einmal, beim German Masters 2025, kam er in Runde 3, wobei er dort Jamie Jones mit 5:0 besiegte. Alle anderen Turniere waren spätestens in der zweiten Runde zu Ende und nach der Erstrundenniederlage bei der WM hatte er nicht mehr als Platz 79 erreicht.
Nach dem erneuten Touraus spielte er erneut bei der WM der Senioren und erreichte wieder das Endspiel. Diesmal siegte er mit 8:4 gegen den ehemaligen Titelträger Aaron Canavan von der Kanalinsel Jersey und sicherte sich den Weltmeistertitel.[veraltet]
Burden ist zweifacher Vater und lebt im Umland von London. Während seiner Karriere trainierte Burden häufig mit seinem Freund Jimmy White. Darüber hinaus ist er seit seinen Tagen im Juniorenfußball mit Frank Lampard befreundet. Neben dem Fußball und dem Snooker übte Burden zeitweise auch das Boxen aus.

## Erfolge
| Ausgang         | Jahr   | Turnier                                              | Finalgegner      | Ergebnis  |
| --------------- | ------ | ---------------------------------------------------- | ---------------- | --------- |
| Amateurturniere |        |                                                      |                  |           |
| Sieger          | 1993   | Englische U17-Meisterschaft                          | David Gray       | 5:2       |
| Zweiter         | 1993   | Englische U19-Meisterschaft                          | unbekannt        | unbekannt |
| Zweiter         | 2008   | Pontin’s International Open Series 2008/09 – Event 5 | Chris Norbury    | 2:6       |
| Sieger          | 2009   | IBSF-Snookerweltmeisterschaft                        | Igor Figueiredo  | 10:8      |
| Zweiter         | 2020/3 | Q School                                             | Steven Hallworth | 2:4       |
| Sieger          | 2021/2 | Q School                                             | Michael Collumb  | 4:1       |
| Zweiter         | 2023   | World Seniors Championship                           | Jimmy White      | 3:5       |
| Sieger          | 2023/2 | Q School                                             | Julian Bojko     | 4:3       |
| Sieger          | 2025   | World Seniors Championship                           | Aaron Canavan    | 8:4       |
| Profiturniere   |        |                                                      |                  |           |
| Sieger          | 1997   | WPBSA Qualifying School – Event 2                    | Wayne Brown      | 5:2       |
| Sieger          | 1998   | UK Tour 1998/99 – Event 1                            | Anthony Davies   | 6:5       |
| Zweiter         | 1998   | UK Tour 1998/99 – Event 2                            | Joe Swail        | 1:6       |